# Gompholobium hendersonii
Gompholobium hendersonii är en ärtväxtart som beskrevs av Joseph Paxton. Gompholobium hendersonii ingår i släktet Gompholobium och familjen ärtväxter. Inga underarter finns listade i Catalogue of Life.